# Brontosaurus (pel·lícula)
Brontosaurus és una pel·lícula infantil txecoslovaca dirigida el 1980 per Věra Plívová-Šimková. Aquesta pel·lícula ha estat doblada al català.

## Argument
Tomáš Šereda és un infant que s'interessa per la natura, els animals i les races d'ocells exòtics. Junt amb els seus amics, netegen el bosc de les escombraries i ocasionalment aconsegueixen retornar objectes abandonats als que els van portar al bosc. Tomáš s'enfronta a un company de classe més gran, Franta Metelka, que captura ocells al bosc per al seu mussol domesticat. En venjança, un dia Franta allibera totes les aus exòtiques que Tomas guardava. Tomáš passa tota la nit al bosc intentant recuperar els ocells. L'endemà tots els seus amics, inclòs Franta, va a ajudar-lo. Després de netejar el bosc, amb la brossa recollida, construeixen l'escultura d'un brontosaure, que serà la seva mascota.

## Repartiment
- Tomás Simek 	... Tomás Sereda
- Dana Vávrová 	... Dana Metelková
- Michal Hofbauer ... Franta Metelka
- Lukás Bech 	... Zíza
- Petra Fiserová ... Zuzka Seredová
- Sárka Fiserová ... Katka Seredová
- Zdenek Sverák ... professor Bobr
- Josef Somr 	... Inspector
- Daniela Kolárová ... Bibliotecària

## Premis
- 26a edició dels Premis Sant Jordi de Cinematografia: Premi a la millor pel·lícula infantil.[5]